# ラファーン城
ラファーン城（ラファーンじょう、英語: Laugharne Castle [ˈlɑːn]、ウェールズ語: Castell Talacharn）はウェールズのカーマーゼンシャー州ラファーンにある。ラーン城とも。タフ川の河口にあるこの城は元々1116年に設置されたものであり、ノルマン人の要塞として改築された。16世紀にチューダー様式の要塞化したマナー・ハウスになることを含めるようになってから、多くの修正が行われている。1644年、最終的には議会勢力によって占拠されることになるイングランド内戦の最中に管理者が2度変更になった。

## 歴史
元となる城は1116年にロバート・コートメイン（Robert Courtmain）の城として設置され、コートメインはウェールズ人のブラディーン・アプ・セディフォー（Bladdyn ap Cadifor）に城の管理を委任したという記録がある。1171年から1172年にかけて、この城はヘンリー2世とウェールズの王子であるリース公の会合場所であり、講和条約に合意した場所でもある。1189年にヘンリー2世が亡くなった時、セント・クリアーズとランステファンが連動した城は同じ年にデュバルト王国のリース公に占拠された。その時には城は焼け落ちていたのかもしれない。城はノルマン人によって改築され、1215年に南ウェールズを横断する軍事行動で、リュウェリン大帝により占領された。1247年までにラファーン城はド・ブライアン家（De Brian family）に供与された。1257年、ガイ・ド・ブライアン（Guy de Brian）はラファーン城でウェールズ大公のサウェリン・アプ・グリフィズに捕らえられ、城は破壊された。
グリンドゥールの反乱が膠着状態となった1403年には、城はラファーンにあった。おそらくは自己満足に浸ったオワイン・グリンドゥールが奇襲を受けて、700名の兵を失ったのが要因だろう。その際に地元の預言者がエリアを去るか、もしくは捕まるかのどちらかを通告した時にはグリンドゥールは退却を余儀なくされた。なお、この反乱はより人数の多いイギリス軍の影響力の下で勢力が弱まっていき、1415年にオワイン・グリンドゥールは神話化された形で消滅した。1584年、イングランド女王のエリザベス1世は、城を要塞からチューダー様式の大邸宅に改造するための責任者であり、ヘンリー8世の隠し子と噂されるジョン・ペロー卿にラファーンを与えた。
イングランド内戦の最中である1644年にラファーンは騎士党に占領されたが、それからローランド・ローハーン少将率いる円頂党に攻撃された。1週間に渡る包囲攻撃の後、城の大部分は砲撃によって損害を受け、ついに王党派は城を明け渡した 。城はこれ以上使用されないまま蔑ろにされた。1730年頃、新しいジョージアン様式のキャッスル・ハウスは非現実的な遺跡としてその存在を消された城のすぐ近くに建てられた。19世紀初頭頃、外郭は左右対称の庭園として配置された。
作家のリチャード・ヒューズは1930年代と1940年代にキャッスル・ハウスを借り、川を見下ろす庭園の展望台で小説『In Hazard』（1938年）を執筆した。ウェールズの詩人であるディラン・トマスはヒューズと滞在し、ヒューズ同様に展望台において『幼犬のような芸術家の肖像（Portrait of the Artist as a Young Dog）』（1940年）を執筆した。

## 建築様式

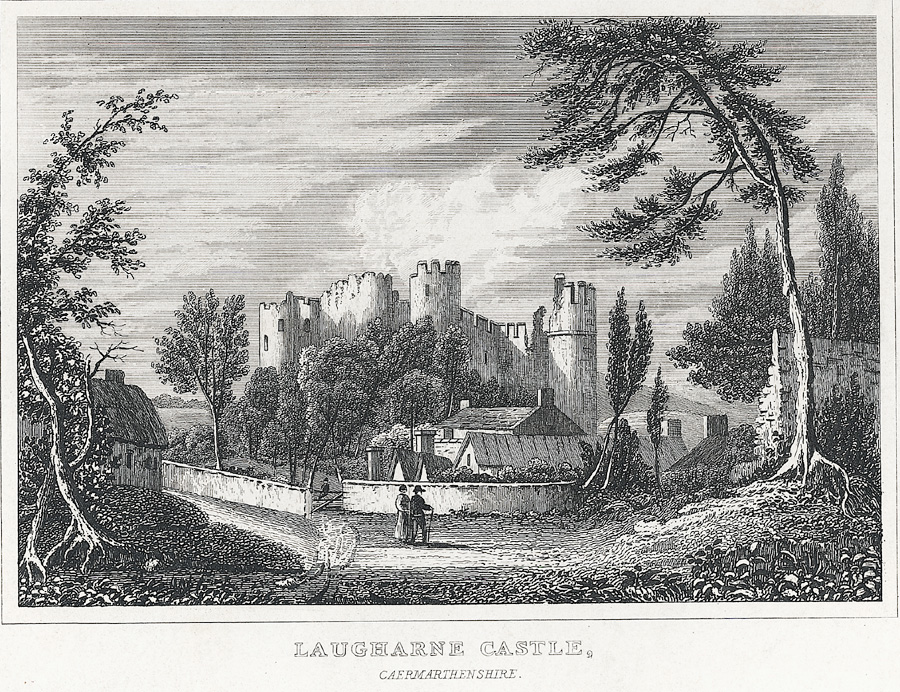
1800年頃のラファーン城を彫った版画

現在において見られる城の遺跡は土塁の城からチューダー様式の大邸宅に改築された建物として多くの進展を遂げた結果である。元の土塁の城、もしくは当初の石堂の形跡が若干残っており、12世紀に解体されたのかもしれない。頑丈な2つの円塔は13世紀初頭に再建された。この時代のカーテンウォールもいくつか存在している。北西にある塔はドンジョンの役割を果たし、また城の北側にあるカーテンウォールを通る入場口を監視した。この塔はドーム形の屋根をしているが、他の4階建ての塔は部分的に崩壊している。たぶん2階建ての増築分と円形の階段は13世紀後半に土台から建築され、新しい玄関ホールはカーテンウォールの北側に寄せて建てられたのだろう。木造建築物を伴う外郭の始まりもまたこの時代に遡るのかもしれない。13世紀後半に行われた更なる作業は内郭の北西角にある増設された円塔も含まれ、より頑丈な新しいゲート・ハウス、そして外郭の防衛物は石材によって改築された。
14世紀半ば、内郭の南西角にあるカーテンウォールは高くされ、円塔と内側のゲート・ハウスもまた高さを増した。この一連の作業は緑色を帯びた石が他の建築物で使われている赤い砂岩とはかなり異なった修正法として使われていた理由により、かなりの程度において目立っている。16世紀、城はより快適な宿泊施設、およびカーテンウォールに追加された模造の銃眼付きの胸壁があるチューダー様式の頑丈な大邸宅へと改築された。掘削した穴は直されたチューダー様式の中庭、石造りの厨房の床、その存在の異なる時代における建物の基本計画の痕跡を示している。

## 建築物の維持・保存
この城はイギリス古代建築記念物であり、「ウェールズで最も頑丈な城跡群（amongst the most substantial castle remain in Wales（原文ママ））」として1966年11月30日にウェールズの第1級指定建築物に指定された。ウェールズ政府の遺産管理機関であるカドゥ（Cadw）の管理下にある城は春から秋にかけて一般に開放されている。駐車場は少し離れている。駐車場から坂があるが、中はほぼ平坦で車椅子使用者も利用できる。